# Virtue's Revolt
Virtue's Revolt er en amerikansk stumfilm fra 1924 instrueret af James Chapin.

## Medvirkende
- Edith Thornton som Streisa Cane
- Crauford Kent som Bertram Winthrope
- Betty Morrissey som Ruth Cane
- Charles Cruz som Tom Powers
- Florence Lee som Mrs. Cane
- Eddie Phillips som Elton Marbridge
- Melbourne MacDowell
- Niles Welch som Steve Marbridge